# Williams, South Carolina
Williams är en ort i Colleton County i delstaten South Carolina, USA.